# Xylomya czekanovskii
Xylomya czekanovskii is een vliegensoort uit de familie van de Xylomyidae. De wetenschappelijke naam van de soort is voor het eerst geldig gepubliceerd in 1925 door Pleske.